# Винсенс (ракетен крайцер, 1984)
Винсенс (на английски: USS Vincennes (CG-49)) е третият ракетен крайцер на ВМС на САЩ от типа „Тикондерога“. Намира редовна служба от юли 1985 до юни 2005 г. През 2005 г. е изваден от състава на флота, през юли 2010 г. е продаден за скрап на фирма „International Shipbreaking“, която го разкомплектова в края на ноември 2011 г.
Става широко известен като участник в инцидента от 3 юли 1988 г. в Персийския залив, където погрешка сваля ирански граждански самолет на Iran Air Flight 655, в резултат на което загиват 290 цивилни лица, включително 38 чужденци и 66 деца.

## История на службата

### 1980-те
Корабът е спуснат на вода на 14 април 1984 г. Наречен е в чест на сражението за форт Вансен, от Войната за независимост на САЩ, през февруари 1779 г. Това е третият кораб с това име в американския флот.
Церемонията за влизане в състава на флота е в Паскагула (щата Мисисипи) на 6 юли 1985 г., първият му командир става капитан 1 ранг Джордж Ги (Captain George N. Gee).
„Винсенс“ става първият крайцер от своя тип в състава на Тихоокеанския флот на САЩ. След влизането си в строй, през 1985 г., участва в изпитанията на зенитната ракета RIM-66 Standard (SM-1 Block II). През май 1986 г. участва в международните морски маневри RIMPAC 86, координирайки ПВО съединение, състоящо се от два самолетоносача и над 40 кораба от други типове на пет държави. През август 1986 г. е преместен в западната част на Тихия и Индийския океан. На кораба се намира командния пункт за ПВО на оперативното съединение на самолетоносача USS Carl Vinson (CVN-70) („Карл Винсън“) и линкора USS New Jersey (BB-62) („Ню Джърси“), взаимодействащо с Морските сили за самоотбрана на Япония и ВМС на Австралия. Корабът изминава 46 000 морски мили от Берингово море до Индийския океан.

### Ирано-иракска война
По време на Ирано-иракската война, САЩ предприемат в Персийския залив активни мерки за защита на корабоплаването, особено на нефтените танкери, които са подлагани на нападения от страна на двете воюващи държави.

### Операция „Earnest Will“
На 14 април 1988 г. американската фрегата „Samuel B. Roberts“ (FFG-58) се натъква на мина в Персийския залив по време на операцията Earnest Will. Шест дена по-късно „Винсенс“ прекъсва участието си в ученията „Fleet Exercise 88 – 1“, връща се в Сан Диего и започва подготовка за шестмесечна командировка в Персийския залив. Официалната цел е противовъздушното прикритие на повредената фрегата по време на преминаването ѝ през Ормузкия пролив. Месец по-късно крайцерът пристига в Персийския залив и в началото на юли съпровожда тежкия доков съд „Mighty Servant 2“, който транспортира фрегатата. По време на операцията „Earnest Will“ крайцерът преминава Ормузкия пролив 14 пъти.

### Инцидентът с полет 655
На 3 юли 1988 г. „Винсенс“ под командването на капитана 1 ранг Уилям Роджърс III (William C. Rogers III) с две управляеми ракети сваля граждански самолет Еърбъс А300, който се намира в иранското въздушно пространство над Ормузския пролив. Загиват 290 пасажера и екипажа. По думите на Роджърс, крайцерът е атакуван от осем ирански катера. В този момент е засечена въздушна цел, която погрешно е приета за атакуващ ирански изтребител F-14 Tomcat. Самолетът Iran Air Flight 655 в този момент набира височина, неговият радиопредавател се намира в гражданския режим Mode III, а не във военния Mode II, както определя БИУС „Аеджис“ на крайцера.
Иранското правителство заявява, че „Винсенс“ съзнателно е свалил гражданския самолет. Iran Air flight IR655 извършва ежедневни полети от Бандар Абас за Дубай по установен въздушен коридор. Присъстващите в района на инцидента италиански кораби и още един американски кораб, фрегатата Sides потвърждават, че самолетът набира височина, а не пикира към крайцера. Радио предупреждението от крайцера е предадено на честота 121,5 MHz, а не на честотите за управление на гражданското въздушно движение и погрешно описва височината и координатите на самолета, за това екипажът ако и да е прослушвал честотата 121,5 MHz може да отчете, че предупреждението се отнася за друг самолет. Командирът на фрегатата „Сайдз“ Дейвид Карлсон по-късно казва, че „унищожаването на Еърбъса става кулминацията на агресивността на Роджърс“.

### 1990-те
През февруари 1990 г. „Винсенс“ се намира в шестмесечен път в западната част на Тихия и Индийския океан с вертолети SH-60 Seahawk от HSL-45 Detachment 13 на борда. Корабът координира ПВО на съединението и изпълнява ролята на флагмански кораб за управление и контрол по време на ученията Harpoon-Ex-90. През юли 1990 г. крайцерът се връща в пристанището на домуване, преодолявайки около 100 000 мили път.
През август 1991 г. крайцерът за четвърти път е в западната част на Тихия океан. Заедно със самолетоносача USS Independence (CV-62) изпълнява задачите за противовъздушното прикритие на командващия оперативното съединение „Делта“, а след това участва като представител на САЩ в MERCUBEX 91, съвместни учения на ВМС на САЩ и Сингапур. В течение на трите последващи месеца „Винсенс“ участва в двустранните учения „Valiant Blitz“ с ВМС на Южна Корея, двустранните учения Annualex 03G с японските морски сили за самоотбрана и ASWEX 92-1K с ВМС на Южна Корея, а след това като представител на САЩ по време на дните на военноморския флот. На 21 декември крайцерът се завръща в САЩ.
През юни 1994 г. крайцерът поема на пето пътуване в западната част на Тихия океан в състава на оперативното съединение на самолетоносача USS Kitty Hawk (CV-63), изпълняващ функцията на командващ ПВО на съединението. По време на това плаване участва в противолодъчните учения PASSEX 94 – 2 с японските морски сили, двустранните американо-сингапурски учения MERCUB 94 – 2 при бреговете на Малайзия, двустранните американо-японски учения Keen Edge и големите учения Tandem Thrust, където „Винсенс“ е координатор на зоналната ПВО. Завръщането му е на 22 декември 1994 г.
През август 1997 г. „Винсенс“ сменя домашния порт от Сан Диего на Йокосука, а след това пристига в южната част на Тихия океан за участие в ученията Exercise Valiant Usher 98 – 1 с десантното съединение USS Belleau Wood (LHA-3) и разрушителя на ВМС на Австралия HMAS Perth. Съвместните учения преминават близо до Таунсенд Айлънд в Австралия.
„Винсенс“ също участва в ученията на Седми флот на ВМС на САЩ Fleet Battle Experiment Delta (FBE-D) от 24 октомври до 2 ноември 1998 г. заедно с ученията Foal Eagle по защита на Южна Корея.

### 2000-те
На 12 август 2000 „Винсенс“ завършва участието си в съвместните американо-японски учения Sharem 134, които включват седмични противолодъчни упражнения и сбор на информация в Южнокитайско море. Корабът провежда тестване на апаратурата за засичане на подводници, проверка на далечината на действие на хидролокатора, работата с хидроакустични буйове. В края на ученията е проведен „свободен лов“ на подводниците, които вземат участие в ученията.
В средата на ноември 2000 г., по време на ученията MISSILEX 01 – 1, крайцерът осъществява прехващането на безпилотни самолети мишени в района на Окинава.
На 23 март 2001 г. „Винсенс“ в състава на оперативното съединение на самолетоносача „Kitty Hawk“ посещава военноморската база Чанги (Changi Naval Base). Това е първото в историята влизане на американски самолетоносач в Сингапур. От 23 до 27 август 2001 г. крайцерът участва в ученията Multi-Sail по отработка на взаимодействието на американския и японския флотове в различни морски акватории.
На 17 септември 2001 г. крайцерът отплава от Йокосука за участие в операцията „Несъкрушима свобода“, и се връща в порта на домуване на 18 декември 2001 г.
През март 2003 г. „Винсенс“ е присъединен към 15-а ескадра разрушители.

## Край на службата
В периода 2004 – 2005 г. първите пет кораба от типа „Тикондерога“, включително „Винсенс“, са извадени от състава на ВМС на САЩ, прослужвайки малко повече от 20 години от планираните 40. Причината за това е решението за нецелесъобразността да се проведе тяхната модернизация със замяната на двурелсовата пускова установка Mk 26 с УВП Mk 41.
Церемонията за изваждането на крайцера от състава на флота преминава на 29 юни 2005 г. в Сан Диего. В същия ден той е зачеркнат от списъка на корабите на ВМС на САЩ и е поставен на стоянката на резервния флот във военноморската база Китсап в Бремъртън. През 2008 г. крайцерът заедно с еднотипните кораби Thomas S. Gates и USS Yorktown (CG-48) е планиран за утилизация в течение на последващите пет години.
На 9 юли 2010 г. е подписан договор за утилизацията на крайцера с компанията „International Shipbreaking“ в Браунсвил, щата Тексас.
На 21 ноември 2010 г. „Винсенс“, през Панамския канал, пристига в Барунсвил и към 23 ноември 2011 г. е напълно разкомплектован.

## Награди и отличителни знаци
„Винсенс“ е отбелязан с Похвалната благодарност за войнска част, трикратно – със знака за бойна ефективност „Е“, Бойна лента, Медала за служба на националната отбрана, Лента за морска служба с четири звезди.

## Галерия
- Бойният информационен център на крайцера „Винсенс“, януари 1988 г.
- „Винсенс“ в Пърл Харбър, 15 април 2005 г.
- На церемонията за въвеждане в състава на флота, 6 юли 1985 г., Паскагула.
- Уил Роджърс по време на церемонията за връщане в домашното пристанище, Сан Диего, 24 октомври 1988 г.
- Уил Роджърс по време на церемонията за връщане в домашното пристанище, Сан Диего, 24 октомври 1988 г.

## Коментари
1. ↑  Буквите показват принадлежността към определен класː ВВ – линкор, СС, CL, СА – съответно линеен, лек или тежък крайцер, CV – самолетоносач, DD – разрушител, SS – подводница и т.н.